# نعمت‌آباد (خفر)
نعمت‌آباد، روستایی در دهستان علی‌آباد بخش مرکزی شهرستان خفر در استان فارس ایران است.

## جمعیت
بر پایه سرشماری عمومی نفوس و مسکن در سال ۱۳۹۵، جمعیت این روستا برابر با ۶۷۳ نفر (۱۹۹ خانوار) بوده است.